# Literatura de Abjasia
La literatura abjasia escrita apareció a principios del siglo XX, aunque la tradición oral abjasia es bastante rica.

## Historia
Los abjasios comparten con otros pueblos caucásicos las sagas Nart, una serie de cuentos sobre héroes míticos, algunos de los cuales pueden considerarse mitos de la creación y teología antigua. También existen leyendas históricas (por ejemplo sobre los príncipes de Marshania), canciones de bandidos y cazadores, canciones satíricas y canciones sobre la guerra del Cáucaso y varias canciones rituales.
Antes de la revolución rusa de 1917, los únicos libros publicados en Abjasio fueron el libro del alfabeto (Apswa anban), algunos otros libros de texto y un par de libros de Dmitry Gulia. Publicó una colección de poemas breves (Tbilisi, 1912) y el poema Carta de amor (Tbilisi, 1913).
En las siguientes décadas aparecieron varias obras nuevas, incluida la novela de Dmitry Gulia Bajo los cielos extranjeros (1919), sobre un campesino que asumió la responsabilidad del crimen de un príncipe y fue exiliado a Siberia, y Kamachich (1940), sobre la prerrevolución en Abjasia. Otros escritores importantes fueron Samson Chanba (Muhajirs y varias otras obras de teatro), Iua Kogonia (Poemas abjasios, 1924) y Mushni Khashba.
Bagrat Shinkuba fue uno de los más grandes escritores y poetas abjasios. Publicó sus primeras colecciones de poemas en la década de 1930 y continuó escribiendo hasta su muerte en 2004. Su Balada del rock habla sobre el destino de Abjasia "Robin Hood" - Hajarat Kyakhba. Su obra más conocida (traducida al inglés y al ruso) es la novela El último de los difuntos, dedicada al trágico destino del pueblo ubijo, que se extinguió a lo largo de cien años.
Podría decirse que el escritor abjasio más famoso,Fazil Iskander, escribió principalmente en ruso. Fue conocido en la ex Unión Soviética por las vívidas descripciones de la vida caucásica. Probablemente sea más conocido en el mundo de habla inglesa por Sandro of Chegem, una novela pintoresca que narra la vida en un pueblo abjasio ficticio desde los primeros años del siglo XX hasta la década de 1970. Esta obra laberíntica, divertida e irónica ha sido considerada como un ejemplo de realismo mágico, aunque el propio Iskander dijo que "no le importaba el realismo mágico latinoamericano en general".

## Prensa escrita
El primer periódico de Abjasia, llamado Abjasia (Apsny) fue editado por Dmitry Gulia y fundado en 1917. Fue reemplazado por el periódico Apsny Kapsh (Аҧсны ҟаҧшь, que significa Red Abjasia) después de que el gobierno soviético se estableciera en el país.